# Amaro (football)
Pour les articles homonymes, voir Costa et Amaro.
Amândio Felipe da Costa, plus connu sous le nom d'Amaro, est un footballeur international angolais né le 12 novembre 1986 à Luanda. Il évolue au poste d'arrière droit au FC Bravos do Maquis.

## Carrière
- 2006-2010 : SL Benfica ( Angola)
- 2011-2015 : Primeiro Agosto ( Angola)
- 2015-2017 : SL Benfica ( Angola)
- 2017-2019 : Kabuscorp SC ( Angola)
- 2019- : Bravos do Maquis ( Angola)[1]

## Palmarès
SL Benfica
- Supercoupe d'Angola (1) :
  - Vainqueur : 2007.